# Hoplitis curvipes
Hoplitis curvipes är en biart som först beskrevs av Morawitz 1871.  Hoplitis curvipes ingår i släktet gnagbin, och familjen buksamlarbin. Inga underarter finns listade i Catalogue of Life.